# Psilochorus sectus
Psilochorus sectus är en spindelart som beskrevs av Cândido Firmino de Mello-Leitão 1939. 
Psilochorus sectus ingår i släktet Psilochorus och familjen dallerspindlar. Inga underarter finns listade i Catalogue of Life.